# Radicaal 86
Radicaal 86 is een van de 34 van de 214 Kangxi-radicalen dat bestaat uit vier strepen.
In het Kangxi-woordenboek zijn er 639 karakters die dit radicaal gebruiken.
Het radicaal 火 staat in de traditionele filosofie voor het element vuur, een der vijf elementen; bekend als Wu Xing.

## Karakters met het radicaal 86
| Strepen | Karakter |
| ------- | --- |
| + 0     | 火 灬 |
| + 1     | 灭 |
| + 2     | 灮 灯 灰 灱 灲 灳 |
| + 3     | 灴 灵 灶 灷 灸 灹 灺 灻 灼 災 灾 灿 炀 |
| + 4     | 炁 炂 炃 炄 炅 炆 炇 炈 炉 炊 炋 炌 炍 炎 炏 炐 炑 炒 炓 炔 炕 炖 炗 炘 炙 炚 炛 炜 炝 炞                                                          |
| + 5     | 炟 炠 炡 炢 炣 炤 炥 炦 炧 炨 炩 炪 炫 炬 炭 炮 炯 炰 炱 炲 炳 炴 炵 炶 炷 炸 点 為 炻 炼 炽 炾 炿 烀 烁 烂 烃                                     |
| + 6     | 烄 烅 烆 烇 烈 烉 烊 烋 烌 烍 烎 烏 烐 烑 烒 烓 烔 烕 烖 烗 烘 烙 烚 烛 烜 烝 烞 烟 烠 烡 烢 烣 烤 烥 烦 烧 烨 烩 烪 烫 烬 热 烮                   |
| + 7     | 烯 烰 烱 烲 烳 烴 烵 烶 烷 烸 烹 烺 烻 烼 烽 烾 烿 焀 焁 焂 焃 焄 焅 焆 焇 焈 焉 焊 焋 焌 焍 焎 焏 焐 焑 焒 焓 焔 焕 焖 焗 焘                      |
| + 8     | 焙 焚 焛 焜 焝 焞 焟 焠 無 焢 焣 焤 焥 焦 焧 焨 焩 焪 焫 焬 焭 焮 焯 焰 焱 焲 焳 焴 焵 然 焷 焸 焹 焺 焻 焼 焽 焾 焿 煀 煁 煂 煃 煄 煅 煈 煉 煜 煮 |
| + 9     | 煆 煇 煊 煋 煌 煍 煎 煏 煐 煑 煒 煓 煔 煕 煖 煗 煘 煙 煚 煝 煞 煟 煠 煡 煢 煣 煤 煥 煦 照 煨 煩 煪 煫 煬 煭 煯 煰 煱 煲 煳 煴 煵 煶 煷 煸 煺 熙    |
| + 10    | 煹 煻 煼 煽 煾 煿 熀 熁 熂 熃 熄 熅 熆 熇 熈 熉 熊 熋 熌 熍 熎 熏 熐 熑 熒 熓 熔 熕 熖 熗 熘                                                       |
| + 11    | 熚 熛 熜 熝 熞 熟 熠 熡 熢 熣 熤 熥 熦 熧 熨 熩 熪 熫 熬 熭 熮 熯 熰 熱 熲 熳 熴 熵                                                                |
| + 12    | 熶 熷 熸 熹 熺 熻 熼 熽 熾 熿 燀 燁 燂 燃 燄 燅 燆 燇 燈 燉 燊 燋 燌 燍 燎 燏 燐 燑 燒 燓 燔 燕 燖 燗 燘 燙 燚 燛 燜 燝 燞                         |
| + 13    | 營 燠 燡 燢 燣 燤 燥 燦 燧 燨 燩 燪 燫 燬 燭 燮 燯 燰 燱 燲 燳 燴 燵 燶 燷                                                                         |
| + 14    | 燸 燹 燺 燻 燼 燽 燾 燿 爀 爁 爂 爃 |
| + 15    | 爄 爅 爆 爇 爈 爉 爊 爋 爌 爍 爎 爕 |
| + 16    | 爏 爐 爑 爒 爓 爔 爖 爗 爘 |
| + 17    | 爙 爚 爛 |
| + 18    | 爜 爝 爞 爟 爠 |
| + 19    | 爡 爢 |
| + 20    | 爣 |
| + 21    | 爤 爥 爦 |
| + 24    | 爧 |
| + 25    | 爨 |
| + 29    | 爩 |

Orakelbotkarakter
Groot zegelkarakter
Klein zegelkarakter